# Gölyaka (district)
Gölyaka is een Turks district in de provincie Düzce en telt 19.637 inwoners (2007). Het district heeft een oppervlakte van 226,5 km². Hoofdplaats is Gölyaka.
De bevolkingsontwikkeling van het district is weergegeven in onderstaande tabel.
| 1997   | 2000   | 2007   |
| ------ | ------ | ------ |
| 18.155 | 19.612 | 19.637 |